# Stockholms konstnärliga högskola
Stockholms konstnärliga högskola (SKH) er en statslig svensk scene- og teaterskole, grundlagt d. 1. januar 2014 som en fusion af Dans- och cirkushögskolan, Operahögskolan i Stockholm og Stockholms dramatiska högskola. Teaterskolens engelske navn er Stockholm University of the Arts. SKH uddanner studerende og laver forskning indenfor cirkus, dans, dansepædagogik, film, medier, opera, scenekunst og skuespil.
Fusionens formål var at skabe en postgraduat uddannelse bygget på et kunstnerisk grundlag, og man indrettede derfor en selvstændig enhed indenfor SKH med særlig fokus på forskning og postgraduat uddannelse. I juni 2016 godkendte Universitetskanslersämbetet teaterskolens ansøgning om at få udstedt adgang til en kunstnerisk licentiat- og doktorgrad indenfor forskningsområdet kunstnerisk udviklingsvirksomhed.

## Stockholms dramatiska högskola
Stockholms dramatiska högskola (StDH) opstod i 2011, da Dramatiska Institutet og Teaterhögskolan i Stockholm blev sammenlagt. Denne uddannelsesenhed fungerede selvstændigt frem til fusionen i 2014. Siden 1. januar 2020 har man ikke længere anvendt de enkelte skolers navne bortset fra hovednavnet, "Stockholms konstnärliga högskola" (SKH).